# Flash Gordon (album)
Flash Gordon – album zespołu Queen z 1980 roku ze ścieżką dźwiękową do filmu o tym samym tytule. Utwory z albumu są w większości instrumentalne, wokal Freddiego Mercury’ego pojawia się tylko w utworach „Flash” i „The Hero”. Niektóre utwory zawierają fragmenty dialogów z filmu.
8 lipca 2009 roku wydawnictwo uzyskało status platynowej płyty w Polsce.

## Lista utworów
- Strona 1:

1. „Flash’s Theme” (May) – 3:29
2. „In The Space Capsule (The Love Theme)” (Taylor) – 2:42
3. „Ming’s Theme (In the Court of Ming The Merciless)” (Mercury) – 2:40
4. „The Ring (Hypnotic Seduction of Dale)” (Mercury) – 0:57
5. „Football Fight” (Mercury) – 1:28
6. „In the Death Cell (The Love Theme Reprise)” (Taylor) – 2:24
7. „Execution of Flash” (Deacon) – 1:05
8. „The Kiss (Aura Ressurect Flash)” (Mercury) – 1:44

- Strona 2:

1. „Arboria (Planet of the Tree Men)” (Deacon) – 1:41
2. „Escape from the Swamp” (Taylor) – 1:43
3. „Flash to the Rescue” (May) – 2:44
4. „Vultan’s Theme” (Mercury) – 1:12
5. „Battle Theme” (May) – 2:18
6. „The Wedding March” (Richard Wagner, aranżacja May) – 0:56
7. „Marriage of Dale and Ming” (May/Taylor) – 2:04
8. „Crash Dive on Mingo City” (May) – 1:00
9. „Flash’s Theme Reprise (Victory Celebrations)” (May) – 1:23
10. „The Hero” (May) – 3:31